# ایران در پارالمپیک

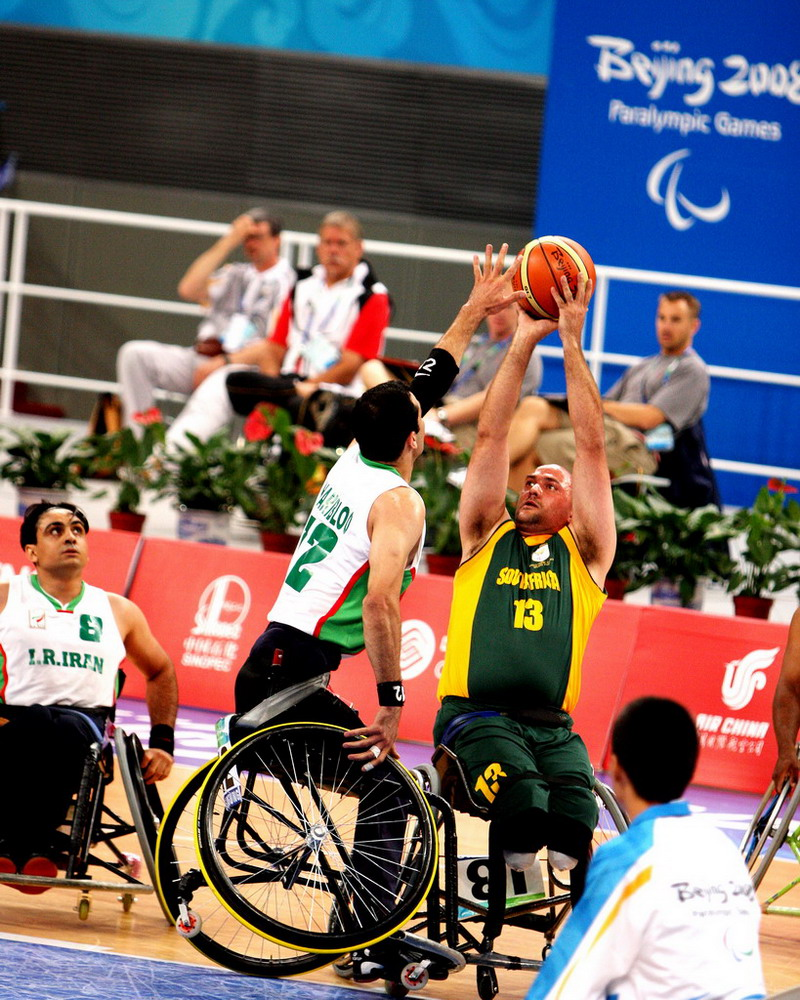
تیم ملی بسکتبال معلولین در مسابقات سال ۲۰۰۸ با آفریقای جنوبی

## جدول مدال‌های ایران در پارالمپیک
| پارالمپیک    | سال شمسی          | طلا | نقره | برنز | مجموع | رتبه | تعداد ورزشکار | تعداد رشته ورزشی |
| ۱۹۸۸ سئول    | ۱۳۶۷ (۱۳۶۷/۰۷/۲۳) | ۴   | ۱    | ۳    | ۸     | ۲۷   | ۳۵            | ۴                |
| ۱۹۹۲ بارسلون | ۱۳۷۱ (۱۳۷۱/۰۶/۱۲) | ۱   | ۲    | ۱    | ۴     | ۳۷   | ۲۹            | ۳                |
| ۱۹۹۶ آتلانتا | ۱۳۷۵ (۱۳۷۵/۰۵/۲۶) | ۹   | ۵    | ۳    | ۱۷    | ۲۰   | ۳۰            | ۴                |
| ۲۰۰۰ سیدنی   | ۱۳۷۹ (۱۳۷۹/۰۷/۲۷) | ۱۲  | ۴    | ۷    | ۲۳    | ۱۶   | ۴۰            | ۵                |
| ۲۰۰۴ آتن     | ۱۳۸۳ (۱۳۸۳/۰۶/۲۷) | ۶   | ۳    | ۱۳   | ۲۲    | ۲۳   | ۸۹            | ۱۰               |
| ۲۰۰۸ پکن     | ۱۳۸۷ (۱۳۸۷/۰۶/۱۶) | ۵   | ۶    | ۳    | ۱۴    | ۲۲   | ۷۹            | ۹                |
| ۲۰۱۲ لندن    | ۱۳۹۱ (۱۳۹۱/۰۶/۱۹) | ۱۰  | ۷    | ۷    | ۲۴    | ۱۱   | ۷۹            | ۱۳               |
| ۲۰۱۶ ریو     | ۱۳۹۵ (۱۳۹۵/۰۶/۱۷) | ۸   | ۹    | ۷    | ۲۴    | ۱۵   | ۱۱۱           | ۱۲               |
| ۲۰۲۰ توکیو   | ۱۴۰۰ (۱۴۰۰/۰۶/۰۲) | ۱۲  | ۱۱   | ۱    | ۲۴    | ۱۳   | ۶۲            | ۱۰               |
| ۲۰۲۴ پاریس   | ۱۴۰۳ (۱۴۰۳/۰۶/۰۸) | ۸   | ۱۰   | ۷    | ۲۵    | ۱۴   | ۶۵            | ۱۰               |
| مجموع        |                   | ۷۵  | ۵۸   | ۵۲   | ۱۸۵   | —    | میانگین:۶۲    | میانگین:۸        |

## پرافتخارترین ورزشکاران ایران در ادوار پارالمپیک
رشته‌های تیمی:
تیم ملی والیبال نشسته ایران 8 طلا و 2 نقره (هادی کاظمی در 3 دوره اول به عنوان بازیکن و در 7 دوره بعدی به عنوان سرمربی تیم، موفق به کسب مدال شده است)
فوتبال 2 نقره و 2 برنز

رشته‌های انفرادی:
قادر مدبر 5 طلا و 1 برنز
مختار نور افشان 4 طلا، 2 نقره و 1 برنز
ساره جوانمردی 4 طلا و 1 برنز
محمدرضا میرزایی 4 طلا
زهرا نعمتی 3 طلا
عنایت الله بخارایی، کاظم رجبی، جواد حردانی، زنده یاد سیامند رحمان، مجید فرزین، محمد صادق مهریار: 2 طلا
https://www.tarafdari.com/node/1990901

### پارالمپیک ۱۹۸۸
طلا جواد عبدالله زاده - دوومیدانی
 طلا مختار نورافشان - دوومیدانی
 طلا تیم والیبال نشسته مردان - والیبال
 طلا هادی یاراحمدی - دوومیدانی
 نقره احمد رضایی - دوومیدانی
 برنز رضا چاووشی - دوومیدانی
 برنز حسن سماواتی - دوومیدانی
 برنز علی‌اصغر هادی‌زاده - دوومیدانی

### پارالمپیک ۱۹۹۲
طلا تیم والیبال نشسته مردان - والیبال
 نقره آواز آزموده - دوومیدانی
 نقره حسین آقابرقچی - دوومیدانی
 برنز حسین آقابرقچی - دوومیدانی

### پارالمپیک ۱۹۹۶
طلا حسین آقابرقچی - دوومیدانی
 طلا عنایت‌الله بخارایی - تیراندازی
 طلا عبدالرضا جوکار - دوومیدانی
 طلا قادر مدبر - دوومیدانی (پرتاب دیسک)
 طلا قادر مدبر - دوومیدانی (پرتاب نیزه)
 طلا قادر مدبر - دوومیدانی (پرتاب وزنه)
 طلا محمدرضا میرزایی - دوومیدانی
 طلا مختار نورافشان - دوومیدانی
 طلا - تیم والیبال نشسته مردان - والیبال
 نقره فریدون کریمی‌پور - وزنه‌برداری
 نقره محمدصادق مهریار - دوومیدانی (پرتاب دیسک)
 نقره محمدصادق مهریار - دوومیدانی (پرتاب وزنه)
 نقره مختار نورافشان - دوومیدانی (پرتاب دیسک)
 نقره مختار نورافشان - دوومیدانی (پرتاب وزنه)
 برنز الله‌بخش اکبری - وزنه‌برداری
 برنز عبدالرضا جوکار - دوومیدانی
 برنز زینال سیاوشانی - وزنه‌برداری

### پارالمپیک ۲۰۰۰
طلا آواز آزموده - دوومیدانی
 طلا عنایت‌الله بخارایی - تیراندازی
 طلا عارف خسروی‌نیا - دوومیدانی
 طلا امرالله دهقانی - وزنه‌برداری
 طلا عبدالرضا جوکار - دوومیدانی
 طلا قادر مدبر - دوومیدانی (پرتاب دیسک)
 طلا قادر مدبر - دوومیدانی (پرتاب وزنه)
 طلا محمدصادق مهریار - دوومیدانی
 طلا محمدرضا میرزایی - دوومیدانی
 طلا مختار نورافشان - دوومیدانی
 طلا مختار نورافشان - دوومیدانی
 طلا تیم والیبال نشسته مردان - والیبال
 نقره سعید بافنده - وزنه‌برداری
 نقره منصور دیماسی - وزنه‌برداری
 نقره فریدون کریمی‌پور - وزنه‌برداری
 نقره داریوش نامور - دوومیدانی
 برنز حسین آقابرقچی - دوومیدانی
 برنز الله‌بخش اکبری - وزنه‌برداری
 برنز وهاب ثعلبی - دوومیدانی
 برنز عبدالرضا جوکار - دوومیدانی
 برنز نیره عاکف - تیراندازی
 برنز عباس محسنی - دوومیدانی
 برنز قادر مدبر - دوومیدانی

### پارالمپیک ۲۰۰۴
طلا مرتضی دشتی - وزنه‌برداری
 طلا کاظم رجبی - وزنه‌برداری
 طلا سیامک صالح فرج‌زاده - دوومیدانی
 طلا حبیب‌الله موسوی - وزنه‌برداری
 طلا محمدصادق مهریار - دوومیدانی
 طلا محمدرضا میرزایی - دوومیدانی
 طلا علی نادری - دوومیدانی
 نقره جلیل باقری جدی - دوومیدانی
 نقره جواد حردانی - دوومیدانی
 نقره تیم والیبال نشسته مردان - والیبال
 برنز آواز آزموده - دوومیدانی
 برنز رضا برومند - وزنه‌برداری
 برنز وهاب ثعلبی - دوومیدانی
 برنز عبدالرضا جوکار - دوومیدانی
 برنز غلامحسین چلتوک‌کار - وزنه‌برداری
 برنز اعظم خدایاری - دوومیدانی
 برنز اصغر زارعی‌نژاد - دوومیدانی
 برنز هانی عساکره - جودو
 برنز محسن عموآقایی - دوومیدانی
 برنز مهرداد کرم‌زاده - دوومیدانی
 برنز علیرضا کمالی‌فر - دوومیدانی
 برنز حمزه محمدی - وزنه‌برداری
 برنز مختار نورافشان - دوومیدانی

### پارالمپیک ۲۰۰۸
طلا کاظم رجبی - وزنه‌برداری
 طلا جواد حردانی - دوومیدانی
 طلا حمزه محمدی - وزنه‌برداری
 طلا محمدرضا میرزایی - دوومیدانی
 طلا تیم والیبال نشسته مردان - والیبال
 نقره عبدالرضا جوکار - دوومیدانی
 نقره علی حسینی - وزنه‌برداری
 نقره سعید رحمتی - جودو
 نقره مجید فرزین - وزنه‌برداری
 نقره مهرداد کرم‌زاده - دوومیدانی
 نقره علی محمدیاری - دوومیدانی
 برنز جواد حردانی - دوومیدانی
 برنز علی صادق‌زاده - وزنه‌برداری
 برنز تیم فوتبال ۷نفره مردان - فوتبال

### پارالمپیک ۲۰۱۲
طلا جلیل باقری جدی - دوومیدانی
 طلا جواد حردانی - دوومیدانی
 طلا علی حسینی - وزنه‌برداری
 طلا محسن خالوندی - دوومیدانی
 طلا سیامند رحمان - وزنه‌برداری
 طلا مجید فرزین - وزنه‌برداری
 طلا محسن کائیدی - دوومیدانی
 طلا نادر مرادی - وزنه‌برداری
 طلا پیمان نصیری - دوومیدانی
 طلا زهرا نعمتی - تیراندازی با کمان
 نقره تیم والیبال نشسته مردان - والیبال
 نقره عبدالرضا جوکار - دوومیدانی
 نقره روح‌الله رستمی - وزنه‌برداری
 نقره کامران شکری‌ - دوومیدانی
 نقره محسن کائیدی - دوومیدانی
 نقره مهرداد کرم‌زاده - دوومیدانی
 نقره سجاد نیک‌پرست - دوومیدانی
 برنز ساره جوانمردی - تیراندازی
 برنز جواد حردانی - دوومیدانی
 برنز تیم ریکرو زنان - تیراندازی با کمان
 برنز فرزاد سپه‌وند - دوومیدانی
 برنز علی صادق‌زاده - وزنه‌برداری
 برنز علی محمدیاری - دوومیدانی
 برنز حسین سالاری - تیراندازی با کمان

### پارالمپیک ۲۰۱۶
طلا ساره جوانمردی - تیراندازی
 طلا ساره جوانمردی - تیراندازی
 طلا محمد خالوندی - دوومیدانی
 طلا سیامند رحمان - وزنه‌برداری
 طلا غلامرضا رحیمی - تیراندازی با کمان
 طلا مجید فرزین - وزنه‌برداری
 طلا زهرا نعمتی - تیراندازی با کمان
 طلا تیم والیبال نشسته مردان - والیبال
 نقره حامد امیری - دوومیدانی
 نقره سامان پاکباز - دوومیدانی
 نقره عبدالله حیدری - دوومیدانی
 نقره تیم ریکرو زنان - تیراندازی با کمان
 نقره تیم فوتبال ۵نفره مردان
 نقره تیم فوتبال ۷نفره مردان
 نقره علیرضا قلعه‌ناصری - دوومیدانی
 نقره سجاد محمدیان - دوومیدانی
 نقره سجاد نیک‌پرست - دوومیدانی
 برنز جاوید احسانی شکیب - دوومیدانی
 برنز جواد حردانی - دوومیدانی
 برنز علیرضا رنجبر - تیراندازی با کمان
 برنز علی صادق‌زاده - وزنه‌برداری
 برنز اسدالله عظیمی - دوومیدانی
 برنز محسن کائیدی - دوومیدانی
 برنز پیمان نصیری - دوومیدانی

### پارالمپیک ۲۰۲۰
طلا روح الله رستمی - وزنه‌برداری
 طلا وحید نوری - جودو
 طلا محمدرضا خیراله زاده - جودو
 طلا امیر خسروانی - دوومیدانی
 طلا مهدی اولاد - دوومیدانی
 طلا سعید افروز  - دوومیدانی
 طلا هاشمیه متقیان - دوومیدانی
 طلا ساره جوانمردی -  تیراندازی
 طلا زهرا نعمتی -  تیراندازی با کمان
 طلا حامد امیری -  پرتاب نیزه
 طلا اصغر عزیزی -  پاراتکواندو
 طلا تیم والیبال نشسته -  والیبال
 نقره امیر جعفری ارنگه - وزنه‌برداری
 نقره امان اله پاپی - دوومیدانی
 نقره علیرضا مختاری حمامی - دوومیدانی
 نقره حامد صلحی‌پور - وزنه‌برداری
 نقره منصور پورمیرزایی - وزنه برداری
 برنز سامان رضی - وزنه‌برداری

### پارالمپیک ۲۰۲۴
طلا ساره جوانمردی - تیراندازی
 طلا امیرحسین علی‌پور دربید - پرتاب وزنه
 طلا سعید افروز - پرتاب نیزه
 طلا روح الله رستمی - وزنه برداری
 طلا تیم ملی والیبال نشسته مردان ایران - والیبال نشسته
 طلا یاسین خسروی - پرتاب وزنه
 طلا صادق بیت سیاح - پرتاب نیزه - به دلیل رعایت نکردن قوانین پارالمپیک دیسکالیفه شد
 طلا علی‌اکبر غریب‌شاهی - وزنه برداری
 طلا احمد امین‌زاده - وزنه برداری
 نقره زهرا رحیمی - تکواندو
 نقره پرستو حبیبی - دومیدانی
 نقره ظفر ذاکر - دومیدانی
 نقره فاطمه همتی - تیراندازی با کمان
 نقره فاطمه همتی/هادی نوری- تیراندازی با کمان میکس
 نقره مهدی اولاد - پرتاب وزنه
 نقره هاجر صفرزاده - دو ۴۰۰ متر
 نقره حسن باجلوند - پرتاب دیسک
 نقره سید میثم بنی طبا - جودو
 نقره علی پیروج - پرتاب نیزه
 برنز علیرضا بخت - تکواندو
 برنز حامد حق شناس - تکواندو
 برنز علیرضا مختاری - پرتاب وزنه
 برنز محمدرضا عرب عامری - تیراندازی با کمان
 برنز محسن بختیار - وزنه برداری
 برنز علی اصغر جوانمردی - پرتاب وزنه
 برنز الهام صالحی - پرتاب نیزه